# Angelo Pasquini
Angelo Pasquini (Roma, 1º maggio 1948) è uno sceneggiatore, regista e giornalista italiano.

## Biografia
Fondatore delle riviste satiriche Zut e Il Male, di cui è stato anche vicedirettore, dalla fine degli anni ottanta si è completamente dedicato all'attività di sceneggiatore cinematografico e televisivo, arrivando anche alla regia con il dramma carcerario Santo Stefano (1997), presentato alla Mostra del Cinema di Venezia.
Ha insegnato Teoria e tecnica della sceneggiatura presso la Facoltà di lettere e filosofia della Sapienza. Ha tenuto per diversi anni un laboratorio di sceneggiatura al Centro Sperimentale di Cinematografia e attualmente è uno dei docenti del master in Sceneggiatura "Carlo Mazzacurati" presso l'Università di Padova. È stato giurato del Premio Solinas.
Nel 2013, assieme a Roberto Andò, è stato premiato con il David di Donatello per la migliore sceneggiatura, il Nastro d'argento alla migliore sceneggiatura e il Ciak d'oro alla migliore sceneggiatura, per il film Viva la libertà.
Nel 2019 ha curato la mostra "Gli anni del Male. 1978-1982" che ha rievocato l'esperienza creativa del più popolare settimanale satirico italiano del dopoguerra.
Nel 2021 ha pubblicato la raccolta di poesie satiriche sul Covid Globangolo fu il viro e accipiglioso.

## Filmografia
- Domani accadrà (1988) sceneggiatura e soggetto
- La settimana della Sfinge (1990) sceneggiatura e soggetto
- Il portaborse (1991) soggetto
- Sabato italiano (1992) sceneggiatura
- Le amiche del cuore (1992) sceneggiatura e soggetto
- L'Atlantide (1992), soggetto
- Sud (1993) sceneggiatura e soggetto
- Prestazione straordinaria (1994) sceneggiatura
- Barnabo delle montagne (1994) sceneggiatura
- Un eroe borghese (1995) sceneggiatura
- Santo Stefano (1997) regia, sceneggiatura e soggetto
- Una donna del nord (1999) sceneggiatura
- Segui le ombre (2004) sceneggiatura e soggetto
- La terra (2006) sceneggiatura
- Colpo d'occhio (2008) sceneggiatura
- Il grande sogno (2009) sceneggiatura
- Vallanzasca - Gli angeli del male (2010) soggetto
- Viva la libertà (2013) soggetto e sceneggiatura
- Le confessioni (2016) soggetto e sceneggiatura
- Boris Giuliano - Un poliziotto a Palermo (2016) sceneggiatura e soggetto
- Abbraccialo per me (2016) sceneggiatura
- Una storia senza nome, regia di Roberto Andò (2018) sceneggiatura e soggetto
- Il Grande Spirito, regia di Sergio Rubini (2019) soggetto e sceneggiatura
- I fratelli De Filippo, regia di Sergio Rubini (2021) soggetto e sceneggiatura
- Solo per passione. Letizia Battaglia fotografa, regia di Roberto Andò (2022) soggetto e sceneggiatura
- Leopardi - Il poeta dell'infinito, regia di Sergio Rubini (2025) soggetto e sceneggiatura

## Opere letterarie
- Globangolo fu il viro e accipiglioso. Venticinque poesie sull'incognita Covid, Roma, Sossella, 2021 (raccolta di poesie satiriche)

## Premi e riconoscimenti
- David di Donatello, Nastro d'Argento
  - 2013 - Migliore sceneggiatura per Viva la libertà[1]
  - 2022 - Globo d'oro per la miglior sceneggiatura a "I fratelli De Filippo"
  - 2022 - Premio Amidei per la miglior sceneggiatura a "I fratelli De Filippo"